# Travessa Molins-Montserrat
La Travessa Molins-Montserrat és una caminada de resistència no competitiva organitzada pel Centre Excursionista Molins de Rei, que forma part del Circuit Català de Caminades de Resistència (CCCR) de la Federació d'Entitats Excursionistes de Catalunya (FEEC).
La Travessa Molins-Montserrat, amb una distància de 47,7 quilòmetres i un desnivel acumulat de 2.020 metres, comença a l'Escola La Sínia del barri de La Granja de Molins de Rei i acaba als porxos de l'Escolania del monestir de Montserrat. El traçat transcorre per El Papiol, Castellbisbal, Ullastrell, Viladecavalls, Olesa de Montserrat i Monistrol de Montserrat. Alternativament, per a aquelles persones que s'ho volen prendre amb més calma, hi ha un segon recorregut de 29 quilòmetres i un desnivell acumulat de 1853 metres, començant a caminar des de les rodalies d'Ullastrell.